# ماباتس
ماباتس (بالإنجليزية: MAPATS) (نظام مضاد للدبابات محمول باليد، وهي أيضًا كلمة عبرية تعني انفجار) هو صاروخ مضاد للدبابات موجه بالليزر  موجه بواسطة شعاع طورته الصناعات العسكرية الإسرائيلية كخليفة محتمل للصاروخ الموجه سلكيًا للولايات المتحدة، بي جي إم - 71 تاو. يُطلق على ماباتس أحيانًا لقب هوترا (بالعبرية: חוטרא) - وهي كلمة آرامية تعني العصا.
يمكن لأنظمة ماباتس العمل ليلًا أو نهارًا، بينما يتعين على المدفعي توجيه جهاز تحديد الليزر على الهدف حتى اصطدام الصاروخ. كُشف أول مرة في عام 1984، وهو لا يحتوي على سلك خلفي، لذا يمكن إطلاقه فوق الماء على أهداف بحرية أو من البحر إلى الأرض، على عكس الصواريخ الموجهة سلكيًا المضادة للدبابات. يتمتع القاذف بإمكانية ارتفاع تصل إلى +30 درجة. من الخارج، يبدو نظام ماباتس مشابهًا جدًا لنظام تاو 2.

## الإصدارات
النسخة الأحدث من نظام ماباتس، والتي طُورت في أوائل تسعينيات القرن العشرين، تحتوي صاروخًا جديدًا يعمل بالوقود الصلب وتوجيه ليزر أفضل. طُورت بعض الرؤوس الحربية الجديدة بواسطة شركة رافائيل لأنظمة الدفاع المتقدمة، بما في ذلك الرؤوس الحربية المضادة للدبابات شديدة الانفجار ذات الشحنة المترادفة، والقذائف شديدة الانفجار التي تخترق المخابئ.

## المشغلون

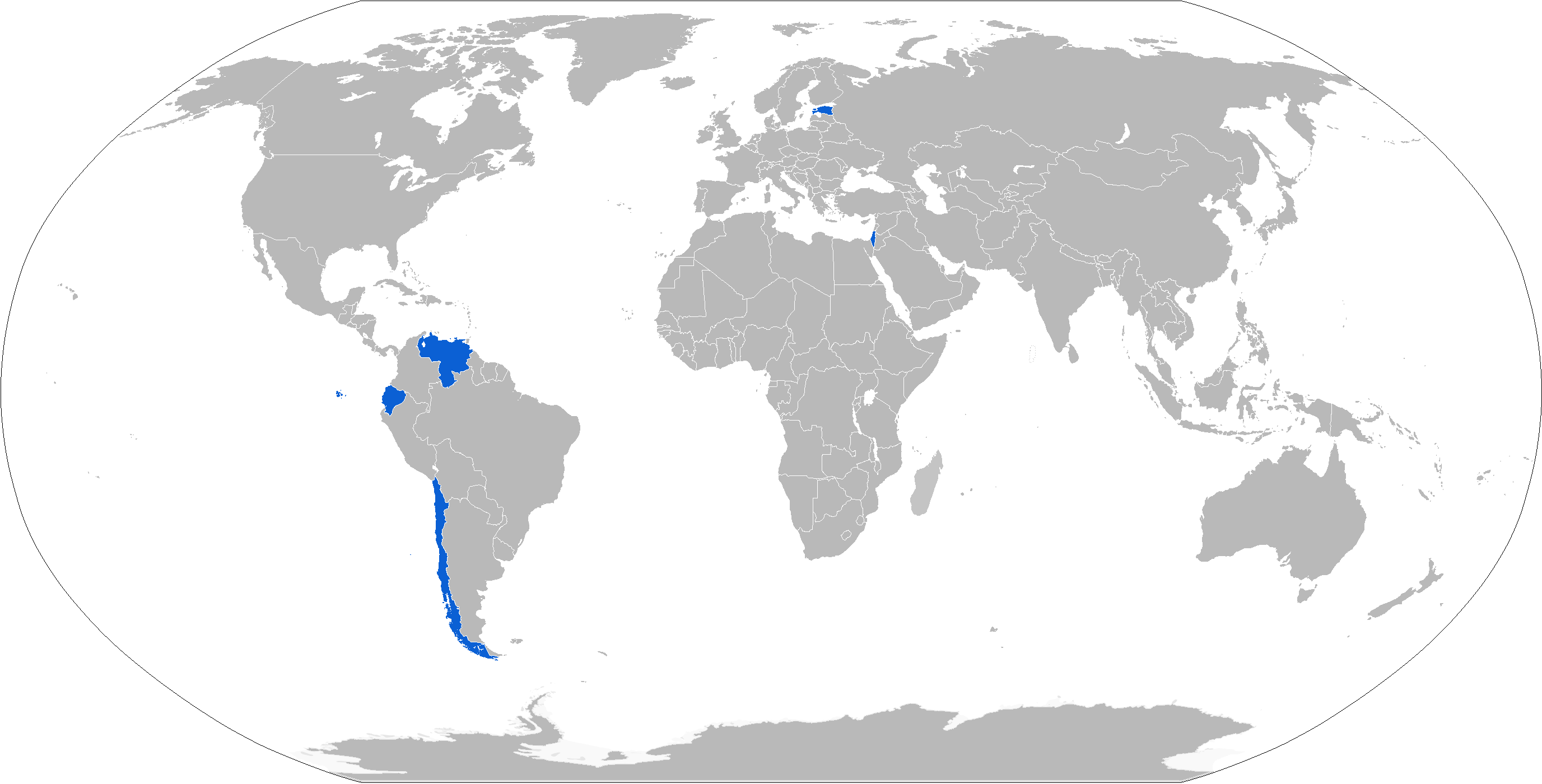
خريطة مع مشغلي ماباتس باللون الأزرق

- تشيلي[4]
- الإكوادور[1]
- فنزويلا[1]

### المشغلون السابقون
- إستونيا[4]
- إسرائيل[1]

- المدى الفعال : 5000 متر[4]
- الطول : 145 سم[5]
- العيار : 156 مم[3]
- وزن
  - الصاروخ نفسه: 18 كجم
  - صاروخ في العلبة: 29.5 كجم[1]
  - المشغل: 66 كجم[1]
- الدفع : صاروخ يعمل بالوقود الصلب من مرحلتين
- الاختراق : 800 مم (الأصلي)؛ 1200 مم (شحنة مترادفة)[6]
- التوجيه : ركوب شعاع الليزر[1]
- الرأس الحربي : مضاد للدبابات شديد الانفجار (HEAT)،[3] شديد الانفجار (HE)[3]